# Villa Tofo
Villa Tofo è una frazione del comune di Torricella Sicura in provincia di Teramo, distante 1,31 chilometri dal medesimo capoluogo di comune. 

Il paese è sito lungo la strada provinciale 48 di Bosco Martese, che da Teramo sale verso i Monti della Laga, fino alla località Ceppo. 

È poco distante dalla frazione di Morricone, abitato sovrastato da un altopiano roccioso sul quale sorgeva l'omonimo castello.

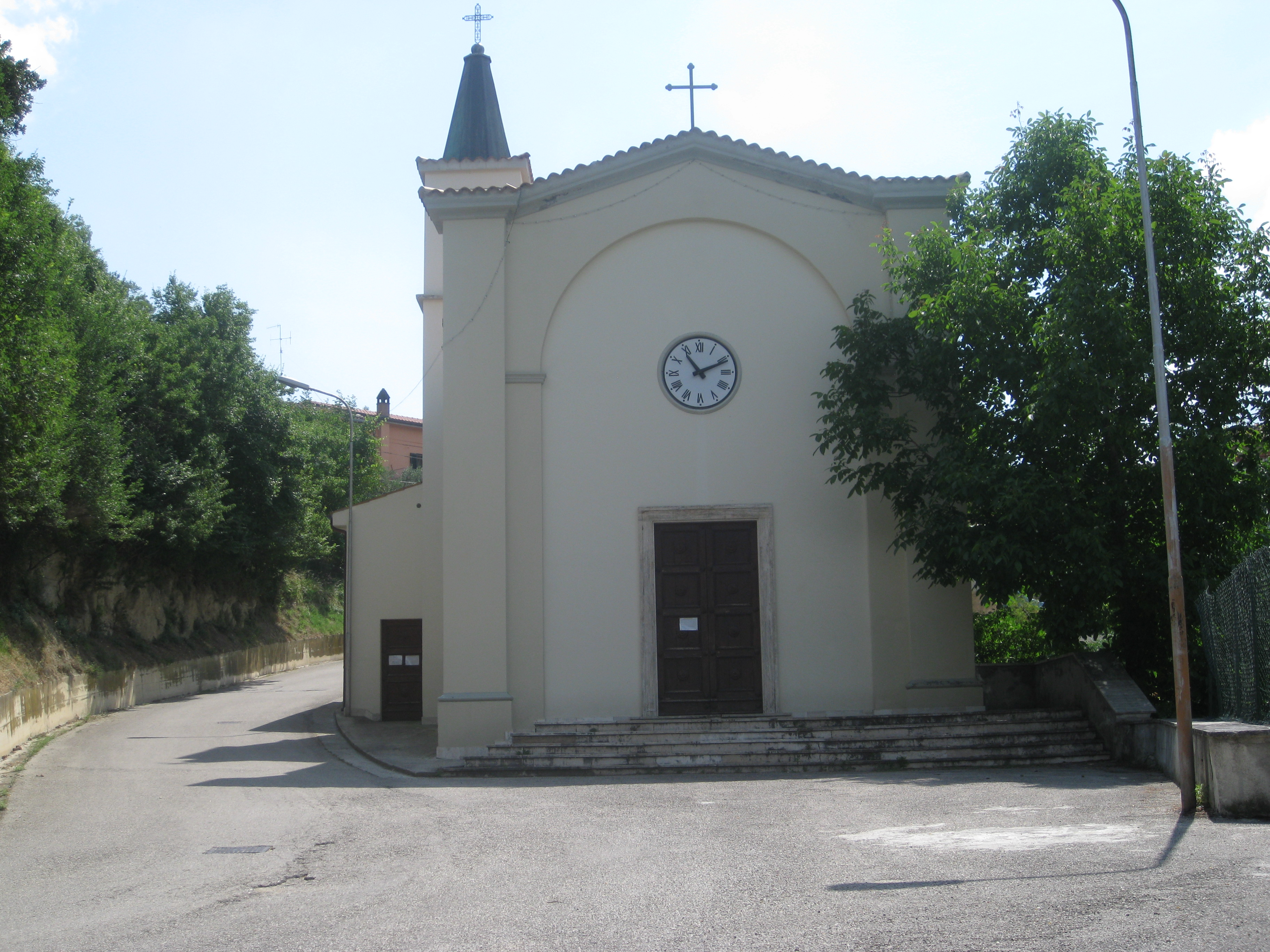
La chiesa parrocchiale di San Nicola di Bari

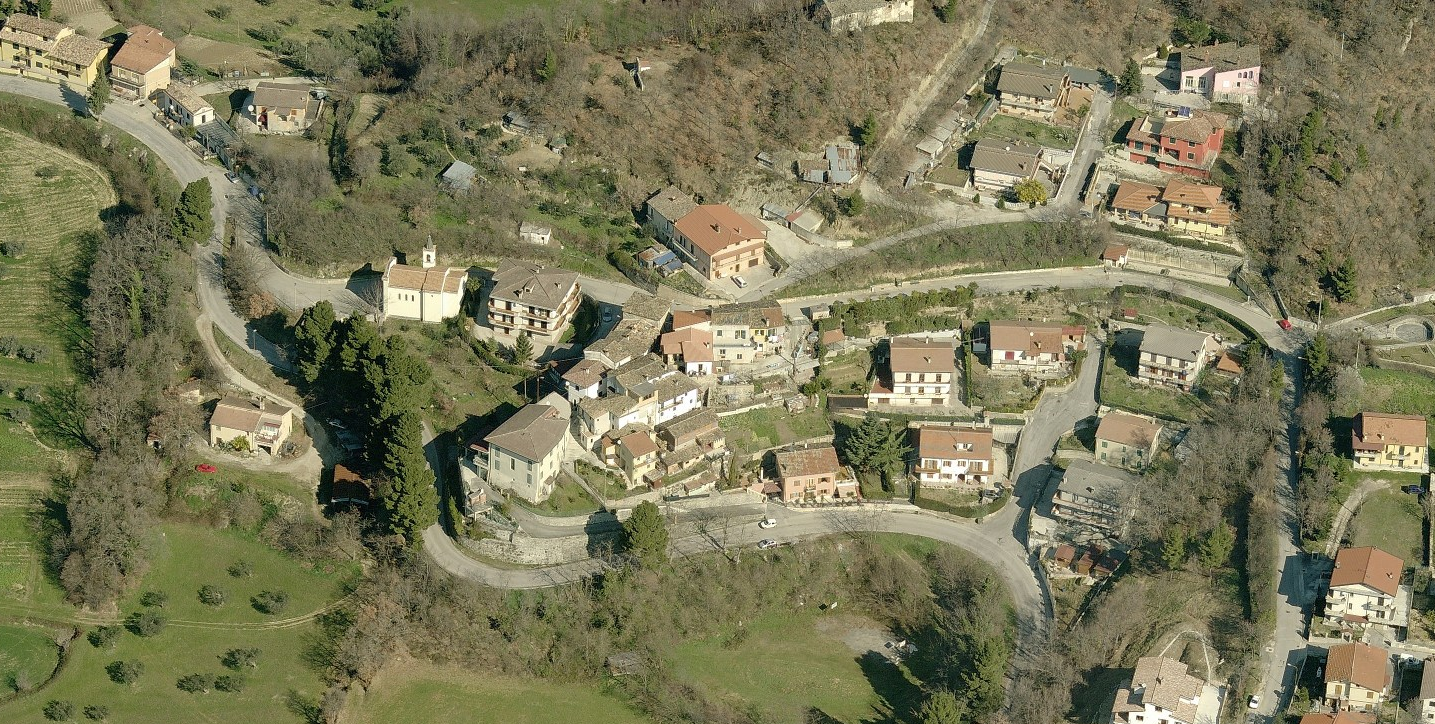
Vista aerea